# Edward Bodel
Edward Bodel (nascido em 1926) é um ex-patinador artístico americano, que competiu na dança no gelo. Com Carmel Bodel ele conquistou uma medalha de bronze em campeonatos mundiais, duas medalhas de ouro e uma medalha de bronze no Campeonato Norte-Americano e foi três vezes campeão do campeonato nacional americano.

## Principais resultados

### Com Carmel Bodel
| Resultados                                            | Resultados        | Resultados    | Resultados        | Resultados    | Resultados        | Resultados        | Resultados        | Resultados      | Resultados      | Resultados       | Resultados    | Resultados    | Resultados    | Resultados    | Resultados    |  |
| Internacional                                         | Internacional     | Internacional | Internacional     | Internacional | Internacional     | Internacional     | Internacional     | Internacional   | Internacional   | Internacional    | Internacional | Internacional | Internacional | Internacional | Internacional |  |
| Evento/Temporada                                      | 1945– 1946        |               | 1948– 1949        |               | 1950– 1951        | 1951– 1952        | 1952– 1953        | 1953– 1954      | 1954– 1955      | 1955– 1956       | 1956– 1957    |               |               |               |               |  |
| ----------------------------------------------------- | ----------------- | ------------- | ----------------- | ------------- | ----------------- | ----------------- | ----------------- | --------------- | --------------- | ---------------- | ------------- | ------------- | ------------- | ------------- | ------------- |  |
| Campeonato Mundial                                    |                   |               |                   | 4.º           | 7.º               | Medalha de bronze | 4.º               | 6.º             | 7.º             |                  |               |               |               |               |               |  |
| Campeonato Norte-Americano                            |                   |               | Medalha de ouro   |               | Medalha de bronze |                   | Medalha de ouro   |                 |                 |                  |               |               |               |               |               |  |
| Nacional                                              |                   |               |                   |               |                   |                   |                   |                 |                 |                  |               |               |               |               |               |  |
| Campeonato dos Estados Unidos                         | Medalha de bronze |               | Medalha de bronze |               | Medalha de ouro   | Medalha de bronze | Medalha de bronze | Medalha de ouro | Medalha de ouro | Medalha de prata |               |               |               |               |               |  |
|                                                       |                   |               |                   |               |                   |                   |                   |                 |                 |                  |               |               |               |               |               |  |
| Legenda: Competição não foi disputada nesta temporada |                   |               |                   |               |                   |                   |                   |                 |                 |                  |               |               |               |               |               |  |